# 张曙光 (生物化学家)
张曙光，中华人民共和国教育部长江学者讲座教授、纽约科学院院士、奥地利皇家化学会院士。

## 生平
张曙光先后毕业于四川大学生物系、加利福尼亚大学圣巴巴拉分校，1997年以来，先后担任清华大学、中国医学科学院、四川大学、中国石油大学等高校客座教授和名誉教授。